# Anna Katharina Reinartz
Anna Katharina (Käthe) Reinartz (geborene Lude; * 18. Februar 1915 in Stolberg (Rhld.); † 31. Juli 1995 ebenda) war eine deutsche Politikerin (SPD) und Funktionärin der Arbeiterwohlfahrt (AWO).

## Leben
1915 wurde Käthe als einzige Tochter des Kaufmanns und späteren ersten Regierungspräsidenten von Aachen Ludwig Philipp Lude und Anna Lüth geboren. Schon früh kam sie – bedingt durch die politische Aktivitäten ihres Vaters – mit den Zielen der deutschen Sozialdemokratie und der Widerstandsbewegung gegen das NS-Regimes in Verbindung. So half sie auch bei der Flucht verfolgter Sozialdemokraten in das benachbarte Ausland. Als ihr Vater 1936 verhaftet und inhaftiert wurde, übernahm sie die Leitung des väterlichen Kolonialwarenladens. Dadurch war sie auch gezwungen, das Gymnasium in Aachen zu verlassen, das sie zu dieser Zeit besuchte.
Zwischen 1941 und Juni 1942 versorgte Käthe Lude russische, polnische, ukrainische und französische Zwangsarbeiter und Kriegsgefangene, sowie politisch Verfolgte und jüdische Mitbürger kostenlos mit Lebensmitteln. Dabei stand sie unter ständiger Beobachtung der Gestapo.
1943 heiratete sie den Kaufmann und Maschinenschlosser Hans Reinartz. Mit ihm hatte sie einen Sohn.
Nach 1945 gründete Käthe Reinartz zusammen mit ihrer Mutter den Ortsverein der Arbeiterwohlfahrt in Stolberg. Die Sozialdemokratin war Ende der 1960er Jahre als Mitglied im Rat der Stadt Stolberg und in mehreren Ausschüssen tätig.

## Ehrungen
- Für ihr soziales Engagement wurde Käthe Reinartz mit dem Bundesverdienstkreuz ausgezeichnet.
- 2018 wurde die Käthe-Reinartz-Straße in Stollberg nach ihr benannt[1]

## Weblink
- Kurzporträt auf den Seiten der Stadt Stolberg (Buchstabe "R")